# Luca Serianni
Luca Serianni (né à Rome le 30 octobre 1947 et mort le 21 juillet 2022) est un linguiste et philologue italien.

## Biographie
Luca Serianni est professeur d'histoire de la langue italienne à l'Université de Rome Sapienza.
Il est connu pour avoir mené des enquêtes sur divers moments et aspects de l'histoire linguistique de l'italien, depuis le Moyen Âge.
Il est aussi l'auteur d'une grammaire de référence de la langue italienne. À partir de 2004, il a édité le dictionnaire italien Devoto-Oli avec Maurizio Trifone. Avec Pietro Trifone, il a édité une histoire de la langue italienne en trois volumes.
Il est membre de l'Accademia della Crusca, de l'Accademia dei Lincei et de l'Académie d'Arcadie. En 2010, il a été nommé vice-président de la société Dante Alighieri. Serianni est également membre du conseil de la Casa di Dante à Rome.
Luca Serianni est mort à Rome le 21 juillet 2022 après avoir été renversé sur un passage pour piétons à Ostie le 18 juillet 2022.